# Новое Село (Свердловская область)
Новое Село — село в Красноуфимском округе Свердловской области. Входит в состав Новосельского сельского совета.

## География
Населённый пункт расположен на правом берегу реки Иргина в 32 километрах на северо-северо-запад от административного центра округа — города Красноуфимск.

### Часовой пояс
Новое Село как и вся Свердловская область, находится в часовой зоне МСК+2. Смещение применяемого времени относительно UTC составляет +5:00.

## Население
| 2002 | 2010 | 2021 |
| ---- | ---- | ---- |
| 498  | ↘443 | ↘223 |

## Улицы
Село разделено на пять улиц (Набережная, Новая, Советская, Труда, Уральская) и один переулок (Быковский).